# Christian Ludwig Brehm
Cristian Ludwig Brehm (24 de Janeiro de 1787 - 23 de Junho de 1864) foi um pastor e ornitólogo alemão. Era pai de Alfred Edmund Brehm. 

## Biografia
Brehm nasceu em Gota e estudou na Universidade de Jena. Em 1813 foi feito ministro em Renthendorf, uma povoação a sessenta milhas a sul de Leipzig, onde permaneceu até à sua morte. Os seus extensos escritos incluem a obra Beitrage zur Vogelkunde (1820-22) onde descreveu 104 espécies de aves da Alemanha em detalhe, e Handbuch der Naturgeschichte aller Vogel Deutschlands (1831).
Brehm fez uma colecção de 15.000 peles de aves. Ofereceu estas ao Museu Zoológico de Berlim, mas a transacção não chegou a realizar-se. Depois da sua morte, a colecção permaneceu no sótão da sua casa, onde Otto Kleinschmidt a descobriu anos depois. Kleinschmidt persuadiu Lord Rothschild a comprar os exemplares da colecção, que acabaram por ficar num Museu em 
Tring, em 1900.

## Espécies válidas descritas por Brehm
- Aquila pomarina - Águia-pomarina Brehm, 1831
- Dendrocopos major pinetorum (C. L. Brehm, 1831)
- Dendrocopos minor hortorum (C. L. Brehm, 1831)
- Luscinia megarhynchos - Rouxinol (Brehm, 1831~9
- Miliaria Brehm, 1831
- Picoides tridactylus alpinus C. L. Brehm, 1831
- Podiceps nigricollis - Mergulhão-de-pescoço-preto Brehm, 1831
- Podiceps nigricollis nigricollis Brehm, 1831
- Tetrao urogallus major C. L. Brehm, 1831
- Tetrastes bonasia rupestris (C. L. Brehm, 1831)
- Turdus philomelos Brehm, 1831
- Tyto alba guttata (C. L. Brehm, 1831)